# Hartspierweefsel
Het hartspierweefsel of textus muscularis striatus cardiacus is het spierweefsel van de hartspier. Het bestaat uit hartspiercellen (cardiomyocyten). Hartspierweefsel heeft histologisch zowel eigenschappen van dwarsgestreept spierweefsel als van glad spierweefsel. Het hartspierweefsel ligt tussen het endocard, de binnenste laag, en het pericard, de buitenste laag. Het ontstaat tijdens de embryonale ontwikkeling uit het viscerale mesoderm. 

## Dwarsgestreept en autonoom
Hartspierweefsel heeft een dwarse streping, en ook de lengte van de sarcomeren komt overeen met dwarsgestreept spierweefsel. In tegenstelling tot dwarsgestreept spierweefsel heeft hartspierweefsel maar een tot twee kernen per cel. Zoals in glad spierweefsel liggen de kernen centraal in de cel. Een bijzonder kenmerk van hartspierweefsel zijn de intercalaire schijven. Deze schijven liggen loodrecht op de lengterichting van de verschillende hartspiervezels.
Hartspierweefsel bevat tot 35% mitochondriën, de plek in de cel waar de celademhaling plaatsvindt. Dit weerspiegelt de hoge energiebehoefte van het hartspierweefsel.
Myocarditis is een ontsteking van het hartspierweefsel.